# Club (album)
Club è il secondo album live del gruppo noise rock statunitense The Jesus Lizard, pubblicato nel 2011 dalla Chunklet Records.
Si tratta del disco che documenta i concerti eseguiti dal gruppo nella formazione originale dopo la reunion del 2009.

## Tracce
LP 1
1. Puss
2. Seasick
3. Boilermaker
4. Gladiator
5. Destroy Before Reading
6. Mouthbreather
7. Blue Shot
8. Glamorous
9. Killer McHann
10. One Evening
11. Then Comes Dudley
12. Chrome (Chrome)

LP 2
1. Nub
2. Blockbuster
3. Monkey Trick
4. 7 vs. 8
5. Thumbscrews
6. Fly on the Wall
7. My Own Urine
8. Dancing Naked Ladies
9. Bloody Mary
10. Wheelchair Epidemic (The Dicks)

## Formazione
- Duane Denison - chitarra elettrica
- David Wm. Sims - basso
- David Yow - voce
- Mac McNeilly - batteria